# Eugène Vial
Eugène Marie François Joseph Vial (* 21. August 1863 in Saint-Étienne, Loire; † 13. Januar 1942 in Oullins, Rhône) war ein französischer Anwalt und Lokalgelehrter in Lyon.

## Leben
Eugène Vial war von 1921 bis 1936 Konservator des Musée Gadagne in Lyon. Er war Redaktionssekretär der Revue du Lyonnais und Begründer der Revue d’histoire de Lyon. Er publizierte zur Kunst- und Kulturgeschichte von Lyon.
Er war Mitglied der Société historique, archéologique et littéraire de Lyon, Rhône (1901), der Académie des sciences, belles-lettres et arts de Lyon (1913), der Académie du Gourguillon (1920), der Commission municipale du Vieux-Lyon (1922) sowie der Société nationale des antiquaires de France.

## Veröffentlichungen (Auswahl)
- Les anciennes mesures du vin à Lyon. In: Bulletin du Comité des travaux historiques et scientifiques, section des sciences économiques et sociales 1906, S. 7–32.
- Les eaux-fortes et lithographies de Joannès Drevet. Cumin et Masson, Lyon 1915.
- La ville de Lyon en vers burlesques, 1683. Cumin et Masson, Lyon 1918 (Digitalisat).
- mit Marius Audin: Dictionnaire des artistes et ouvriers d’art du Lyonnais. 2 Bände, Bibliothèque d’art et d’archéologie, Paris 1918–1919 (Digitalisat Band 2; Nachdruck in einem Band Editions provinciales, Bourg-en-Bresse 1992, ISBN 2-908208-16-4).
- Paul Mariéton d’après sa correspondence. 2 Bände, Paris 1920 (Digitalisat Band 1, Band 2, Band 3).
- mit Claudius Côte: Les horlogers Lyonnais de 1550 a 1650. Georges Rapilly, Paris 1927.
- Musée Gadagne, guide du visiteur. Audin, Lyon 1931.